# Platin
Platin – słoweński duet muzyczny stworzony w 2003 roku przez małżeństwo Simona i Dianę Gomilšeków; reprezentanci Słowenii w 49. Konkursie Piosenki Eurowizji w 2004 roku.

## Historia
W 2002 roku duet wydał swój debiutancki album studyjny zatytułowany Pet minut. W 2004 roku zakwalifikowali się do stawki półfinałowej krajowych eliminacji do 49. Konkursu Piosenki Eurowizji z utworem „Stay Forever”, najpierw wygrywając półfinał, a potem także wielki finał selekcji, zostając tym samym reprezentantami Słowenii podczas widowiska organizowanego w Stambule. 
Przed występem w Konkursie Piosenki Eurowizji duet ubolewał nad brakiem wsparcia finansowego i wizerunkowego ze strony krajowej telewizji publicznej RTVSLO. W maju para wystąpiła w półfinale imprezy i nie zakwalifikowała się do stawki finałowej, zajmując ostatecznie przedostatnie, 21. miejsce z pięcioma punktami na koncie. Po udziale w konkursie wydali swój kolejny singiel „Tvoj dotik”, wystąpili jako goście specjalni podczas corocznego słoweńskiego festiwalu Melodije morja in sonca oraz wyruszyli w minitrasę koncertową po Austrii.
W 2013 roku duet wydał swój drugi, niemieckojęzyczny album studyjny zatytułowany Ich lieb Dich viel zu sehr, na którym znalazł się m.in. ich eurowizyjny singiel nagrany w języku niemieckim – „Bleib für immer”.

## Życie prywatne
Po wykonaniu piosenki w finale eliminacji Simon oświadczył się swojej partnerce, Dianie. Para pobrała się dzień po koncercie finałowym Konkursu Piosenki Eurowizji, tj. 13 maja, zostając tym samym pierwszym małżeństwem, które wzięło ślub podczas przygotowań do Konkursu Piosenki Eurowizji. Świadkiem pana młodego został ich menedżer Marjan Babic, natomiast panny młodej – Sertab Erener, zwyciężczyni konkursu w 2003 roku

## Dyskografia

### Albumy studyjne
- Pet minut (2002)
- Ich lieb Dich viel zu sehr (2013)